# Liste der Lieder von Helene Fischer
Dies ist eine Liste der aufgenommenen und veröffentlichten Lieder der deutschen Schlagersängerin Helene Fischer. Die Reihenfolge der Titel ist alphabetisch sortiert. Sie gibt Auskunft über die Urheber und auf welchem Tonträger die Komposition erstmals zu finden ist. Ausgenommen in dieser Liste sind Medleys, Remixe und eigene Neuauflagen (Cover) ohne andere Besetzung.

## Eigenkompositionen

### A
| Titel                        | Autoren                                                                  | Album                  | Jahr |
| ---------------------------- | ------------------------------------------------------------------------ | ---------------------- | ---- |
| Achterbahn                   | Robin Haefs, Nico Santos, Konstantin Scherer, Vincent Stein, Wim Treuner | Helene Fischer         | 2017 |
| Adieu                        | Martin Fly, Mia Gerta                                                    | Helene Fischer         | 2017 |
| Alice im Wunderland          | Kristina Bach, Jean Frankfurter                                          | Farbenspiel            | 2013 |
| Allein im Licht              | Kristina Bach, Jean Frankfurter                                          | Für einen Tag          | 2011 |
| Alles von mir                | Paul Falk, Buket Kocatas, Kurt Stolle, Revelle                           | Rausch                 | 2021 |
| Am Ende sind wir stark genug | Kristina Bach, Jean Frankfurter                                          | Von hier bis unendlich | 2006 |
| Atemlos durch die Nacht      | Kristina Bach                                                            | Farbenspiel            | 2013 |
| Auf der Reise ins Licht      | Jean Frankfurter, Irma Holder                                            | Von hier bis unendlich | 2006 |
| Auf der Suche nach mir       | Kristina Bach, Jean Frankfurter                                          | Farbenspiel            | 2013 |

### B
| Titel                          | Autoren                                                         | Album          | Jahr |
| ------------------------------ | --------------------------------------------------------------- | -------------- | ---- |
| Beim Träumen ist alles erlaubt | Jean Frankfurter                                                | So wie ich bin | 2009 |
| Bis du wieder scheinst         | Helene Fischer, Patrick Pyke Salmy, Ricardo Muñoz, Fabian Römer | Rausch         | 2021 |
| Blitz                          | Chris Raab, Marius Gröh, Björn Steiner                          | Rausch         | 2021 |

### C
| Titel                | Autoren                                | Album         | Jahr |
| -------------------- | -------------------------------------- | ------------- | ---- |
| Captain meiner Seele | Jean Frankfurter, Joachim Horn-Bernges | Farbenspiel   | 2013 |
| Copilot              | Jean Frankfurter                       | Für einen Tag | 2011 |

### D
| Titel                                                 | Autoren                                                     | Album                             | Jahr |
| ----------------------------------------------------- | ----------------------------------------------------------- | --------------------------------- | ---- |
| Danke für dich                                        | Helene Fischer, Basti Becks, Florian Brückl                 | Rausch                            | 2021 |
| Das absolute Herzgefühl                               | Jean Frankfurter, Irma Holder                               | Zaubermond (Premium Edition)      | 2008 |
| Das Karussell in meinem Bauch                         | Jean Frankfurter, Irma Holder                               | So nah wie du                     | 2007 |
| Das letzte Wort hat die Liebe                         | Kristina Bach, Jean Frankfurter                             | So wie ich bin                    | 2009 |
| Das volle Programm                                    | Jean Frankfurter, Tobias Reitz                              | Helene Fischer                    | 2017 |
| Der Augenblick                                        | Jean Frankfurter, Tobias Reitz                              | Farbenspiel                       | 2013 |
| Die Erste deiner Art                                  | Helene Fischer, Keno Seferagic, Robin Haefs, Alina Wichmann | Rausch                            | 2021 |
| Die Hölle morgen früh                                 | Jean Frankfurter, Joachim Horn-Bernges                      | Für einen Tag                     | 2011 |
| Die schönste Reise                                    | Peter Plate, Ulf Sommer                                     | Helene Fischer                    | 2017 |
| Die Sonne kann warten                                 | Jean Frankfurter, Irma Holder                               | So wie ich bin                    | 2009 |
| Doch ich bereu’ dich nicht                            | Jean Frankfurter, Tobias Reitz                              | So wie ich bin                    | 2009 |
| Du fängst mich auf und lässt mich fliegen             | Jean Frankfurter, Tobias Reitz                              | So nah wie du                     | 2007 |
| Du hast mein Herz berührt                             | Jean Frankfurter                                            | So nah wie du                     | 2007 |
| Du hast mich stark gemacht                            | Daniel Flamm, Christoph Koterzina, Markus Schlichtherle     | Helene Fischer                    | 2017 |
| Du kennst mich doch                                   | Jean Frankfurter, Tobias Reitz                              | Für einen Tag                     | 2011 |
| Du lässt mich sein, so wie ich bin / You Let Me Shine | Jean Frankfurter                                            | So wie ich bin / The English Ones | 2009 |
| Du triffst mitten ins Herz                            | Kristina Bach, Jean Frankfurter                             | Von hier bis unendlich            | 2006 |

### E
| Titel | Autoren                                                 | Album                                                                                            | Jahr      |
| --- | ------------------------------------------------------- | ------------------------------------------------------------------------------------------------ | --------- |
| Ehrlich und klar | Jean Frankfurter, Tobias Reitz                          | Farbenspiel                                                                                      | 2013      |
| Ein kleines Glück | Der Graf, Oliver Pinelli, Markus Tumbült                | Farbenspiel                                                                                      | 2013      |
| Einfach reden oder so (feat. Sean Reeves) Einfach reden oder so Einfach reden oder so (live) (feat. Matthias Sagorski) | Kristina Bach, Jean Frankfurter                         | Von hier bis unendlich Von hier bis unendlich (Weihnachts Special Edition) Mut zum Gefühl (live) | 2006 2008 |
| Einmal berührt – Für immer verführt                                                                                    | Kristina Bach, Jean Frankfurter                         | So wie ich bin                                                                                   | 2009      |
| Engel geh’n durchs Feuer                                                                                               | Kristina Bach, Jean Frankfurter                         | Von hier bis unendlich                                                                           | 2006      |
| Engel ohne Flügel | Benjamin Bistram, Robin Haefs, David Bonk, Julia Bergen | Rausch                                                                                           | 2021      |
| Es gibt ihn also doch                                                                                                  | Andreas Bärtels, Jean Frankfurter, Irma Holder          | So wie ich bin                                                                                   | 2009      |
| Es gibt keinen Morgen danach                                                                                           | Jean Frankfurter, Irma Holder                           | Von hier bis unendlich                                                                           | 2006      |
| Ewig ist manchmal zu lang                                                                                              | Jean Frankfurter, Irma Holder                           | Zaubermond                                                                                       | 2008      |

### F
| Titel                              | Autoren                                | Album                         | Jahr |
| ---------------------------------- | -------------------------------------- | ----------------------------- | ---- |
| Fantasie hat Flügel                | Jean Frankfurter, Irma Holder          | So nah wie du                 | 2007 |
| Fehlerfrei                         | Jean Frankfurter, Tobias Reitz         | Farbenspiel                   | 2013 |
| Feuer am Horizont                  | Jean Frankfurter, Irma Holder          | Von hier bis unendlich        | 2006 |
| Feuerwerk                          | Kristina Bach, Jean Frankfurter        | Farbenspiel                   | 2013 |
| Flieger                            | Kristina Bach, Frederik Boström        | Helene Fischer                | 2017 |
| Frag’ nicht – ich mag dich         | Jean Frankfurter, Frank Ramond         | Best of Helene Fischer        | 2010 |
| Frag nicht wo und wann / Don’t Ask | Jean Frankfurter, Tobias Reitz         | Zaubermond / The English Ones | 2008 |
| Für einen Tag                      | Jean Frankfurter, Joachim Horn-Bernges | Für einen Tag                 | 2011 |

### G
| Titel                     | Autoren                                                                    | Album            | Jahr |
| ------------------------- | -------------------------------------------------------------------------- | ---------------- | ---- |
| Gefühle wie Feuer und Eis | Jean Frankfurter, Irma Holder                                              | Zaubermond       | 2008 |
| Genau dieses Gefühl       | Helene Fischer, Alexander Zuckowski, Martin Fliegenschmidt, David Gold     | Rausch           | 2021 |
| Genau mein Ding           | Jean Frankfurter, Joachim Horn-Bernges                                     | Helene Fischer   | 2017 |
| Geradeaus                 | Jean Frankfurter, Tobias Reitz                                             | Für einen Tag    | 2011 |
| Gib mir Deine Hand        | Ludi Boberg                                                                | Helene Fischer   | 2017 |
| Glückwärts                | Helene Fischer, Matthew Tasa, Fabian Balz, Udo Brinkmann, Stepan Cebotarev | Rausch           | 2021 |
| Goodbye My Love           | Mary Applegate, Jean Frankfurter, Irma Holder                              | The English Ones | 2010 |

### H
| Titel                  | Autoren                                                     | Album            | Jahr |
| ---------------------- | ----------------------------------------------------------- | ---------------- | ---- |
| Hab den Himmel berührt | Kristina Bach, Jean Frankfurter                             | Zaubermond       | 2008 |
| Hand in Hand           | Helene Fischer, Natalie Grant, Bernie Herms, Paul T. Duncan | Rausch           | 2021 |
| Heaven Is Here         | Mary Applegate, Kristina Bach, Jean Frankfurter             | The English Ones | 2010 |
| Herzbeben              | Thorsten Brötzmann, Alexander Rethwisch, Stephanie Stumph   | Helene Fischer   | 2017 |
| Hinter den Tränen      | Kristina Bach, Jean Frankfurter                             | So nah wie du    | 2007 |
| Hundert Prozent        | Jean Frankfurter, Irma Holder                               | So wie ich bin   | 2009 |

### I
| Titel                                        | Autoren                                                | Album                  | Jahr |
| -------------------------------------------- | ------------------------------------------------------ | ---------------------- | ---- |
| I’ll Walk with You                           | Mary Applegate, Jean Frankfurter, Irma Holder          | The English Ones       | 2010 |
| Ich brauch’ das Gefühl                       | Kristina Bach, Jean Frankfurter                        | So wie ich bin         | 2009 |
| Ich geb nie auf (Am Anfang war das Feuer)    | Jean Frankfurter                                       | Zaubermond             | 2008 |
| Ich glaub dir hundert Lügen                  | Kristina Bach, Jean Frankfurter                        | So nah wie du          | 2007 |
| Ich lebe jetzt                               | Jean Frankfurter, Joachim Horn-Bernges                 | Für einen Tag          | 2011 |
| Ich will immer wieder … dieses Fieber spür’n | Jean Frankfurter                                       | So wie ich bin         | 2009 |
| Ich will spüren, dass ich lebe               | Kristina Bach, Jean Frankfurter                        | Für einen Tag          | 2011 |
| Ich wollte mich nie mehr verlieben           | Henrik Böhl, Steffen Gräf, Fabian Römer, Ela Steinmetz | Helene Fischer         | 2017 |
| Im Kartenhaus der Träume                     | Jean Frankfurter, Tobias Reitz                         | So nah wie du          | 2007 |
| Im Reigen der Gefühle                        | Jean Frankfurter, Irma Holder                          | Von hier bis unendlich | 2006 |
| In diesen Nächten                            | Jean Frankfurter, Peter Plate, Ulf Leo Sommer          | Farbenspiel            | 2013 |
| Ist doch kein Wunder                         | Jean Frankfurter, Tobias Reitz                         | So wie ich bin         | 2009 |

### J
| Titel                                                     | Autoren                               | Album                         | Jahr |
| --------------------------------------------------------- | ------------------------------------- | ----------------------------- | ---- |
| Jeden Morgen wird die Sonne neu gebor’n / Sweet Surrender | Jean Frankfurter                      | Zaubermond / The English Ones | 2008 |
| Jeder braucht eine Insel                                  | Jean Frankfurter, Irma Holder         | Zaubermond                    | 2008 |
| Jetzt oder nie                                            | Nico Fehlisch, Chris Karsai, Max Kühn | Rausch                        | 2021 |

### K
| Titel            | Autoren                         | Album      | Jahr |
| ---------------- | ------------------------------- | ---------- | ---- |
| König der Herzen | Kristina Bach, Jean Frankfurter | Zaubermond | 2008 |

### L
| Titel                                           | Autoren                                                                             | Album                             | Jahr |
| ----------------------------------------------- | ----------------------------------------------------------------------------------- | --------------------------------- | ---- |
| Lass diese Nacht nie mehr enden                 | Kristina Bach, Jean Frankfurter                                                     | Für einen Tag                     | 2011 |
| Lass mich in dein Leben / You’re My Destination | Kristina Bach, Jean Frankfurter                                                     | Zaubermond / The English Ones     | 2008 |
| Lieb’ mich / Leave Me                           | Jean Frankfurter, Tobias Reitz                                                      | So wie ich bin / The English Ones | 2009 |
| Lieb mich dann                                  | Beatgees, Henrik Böhl, Helene Fischer, Fabian Römer, Wincent Weiss, Sascha Wernicke | Helene Fischer                    | 2017 |
| Liebe ist ein Tanz                              | Helene Fischer, Julia Bergen, David Bonk, Andreas Öhrn, Didrik Thott                | Rausch                            | 2021 |
| Luftballon                                      | Helene Fischer, Alexander Zuckowski, Martin Fliegenschmidt, David Gold              | Rausch                            | 2021 |

### M
| Titel                                  | Autoren                                | Album                            | Jahr |
| -------------------------------------- | -------------------------------------- | -------------------------------- | ---- |
| Mal ganz ehrlich                       | Jean Frankfurter, Tobias Reitz         | Zaubermond                       | 2008 |
| Manchmal kommt die Liebe einfach so    | Kristina Bach, Jean Frankfurter        | Von hier bis unendlich           | 2006 |
| Marathon                               | Jean Frankfurter, Joachim Horn-Bernges | Farbenspiel                      | 2013 |
| Mit dem Wind                           | Billy Mann, Ingrid Michaelson          | Helene Fischer                   | 2017 |
| Mit jedem Herzschlag                   | Tanika Bailey, Fred Cox                | Helene Fischer                   | 2017 |
| Mit keinem andern                      | Jean Frankfurter, Joachim Horn-Bernges | Farbenspiel                      | 2013 |
| Mitten im Paradies / Everything I Need | Jean Frankfurter, Irma Holder          | So nah wie du / The English Ones | 2007 |
| Mut zum Gefühl                         | Jean Frankfurter, Irma Holder          | So nah wie du                    | 2007 |
| My Heart Belongs to You                | Mary Applegate, Jean Frankfurter       | The English Ones                 | 2010 |

### N
| Titel                      | Autoren | Album                  | Jahr |
| -------------------------- | --- | ---------------------- | ---- |
| Nicht von dieser Welt      | Jean Frankfurter | Best of Helene Fischer | 2010 |
| Nichts auf der Welt        | Helene Fischer, Robin Haefs, Vincent Stein, Konstantin Scherer, Benjamin Bistram, Chris Cronauer, Matthias Zürkler, Daniel Cronauer | Rausch                 | 2021 |
| Null auf 100               | Armin van Buuren, John Ewbank, Helene Fischer, Benno de Goey, Robin Haefs, Tim Peters, Revelle, Konstantin Scherer, Vincent Stein   | Rausch                 | 2021 |
| Nur mit dir                | Sebastian Rätzel, Tobias Schwall, Robert Wroblewski                                                                                 | Helene Fischer         | 2017 |
| Nur wer den Wahnsinn liebt | Jean Frankfurter, Joachim Horn-Bernges                                                                                              | Für einen Tag          | 2011 |

### O
| Titel         | Autoren                          | Album            | Jahr |
| ------------- | -------------------------------- | ---------------- | ---- |
| Only Dreamers | Mary Applegate, Jean Frankfurter | The English Ones | 2010 |

### P
| Titel    | Autoren                         | Album         | Jahr |
| -------- | ------------------------------- | ------------- | ---- |
| Phänomen | Kristina Bach, Jean Frankfurter | Für einen Tag | 2011 |

R
| Titel  | Autoren | Album  | Jahr |
| ------ | --- | ------ | ---- |
| Rausch | Helene Fischer, Matthias Zürkler, Chris Cronauer, Daniel Cronauer, Vincent Stein, Konstantin Scherer, Robin Haefs | Rausch | 2021 |

### S
| Titel                                  | Autoren                                                                  | Album                                     | Jahr |
| -------------------------------------- | ------------------------------------------------------------------------ | ----------------------------------------- | ---- |
| Schatten im Regenbogenland             | Kristina Bach, Jean Frankfurter                                          | So nah wie du                             | 2007 |
| Schau mal herein                       | Mike Chapman, Nicky Chinn, Peter Orloff                                  | —                                         | 2024 |
| Schmetterling                          | Alexander J. Benz, Tarek Jarad                                           | Helene Fischer                            | 2017 |
| Schon lang nicht mehr getanzt          | Jean Frankfurter, Joachim Horn-Bernges                                   | Helene Fischer                            | 2017 |
| See You Again                          | Helene Fischer, Philipp Klemz, Philipp Noll, Joe Walter                  | Traumfabrik (O.S.T.)                      | 2019 |
| Sehnsucht / Tocka                      | Jean Frankfurter, Joachim Horn-Bernges                                   | Für einen Tag / Für einen Tag – Live 2012 | 2011 |
| So kann das Leben sein                 | Kristina Bach, Jean Frankfurter                                          | Farbenspiel                               | 2013 |
| So nah wie du                          | Jean Frankfurter, Irma Holder                                            | So nah wie du                             | 2007 |
| Solang dein Herz noch für mich schlägt | Kristina Bach, Jean Frankfurter                                          | Von hier bis unendlich                    | 2006 |
| Sometimes Love                         | Mary Applegate, Kristina Bach, Jean Frankfurter                          | The English Ones                          | 2010 |
| Sonne auf der Haut                     | Kristina Bach, Frederik Boström                                          | Helene Fischer                            | 2017 |
| Sowieso                                | Kristina Bach, Frederik Boström                                          | Helene Fischer                            | 2017 |
| Spiele                                 | Hitimpulse, Maria Hazell, Luca Manuel Montesinos Gargallo, Ali Zuckowski | Rausch                                    | 2021 |

### T
| Titel                    | Autoren                                                                                            | Album          | Jahr |
| ------------------------ | -------------------------------------------------------------------------------------------------- | -------------- | ---- |
| Tanz noch einmal mit mir | Jean Frankfurter, Tobias Reitz                                                                     | Zaubermond     | 2008 |
| Tausend gute Gründe      | Jean Frankfurter, Marc Hiller                                                                      | So wie ich bin | 2009 |
| Te quiero                | Marcus Brosch, Emily Joe Green, Michael Ochs, Christoph Papendieck, Tobias Röger, Roland Spremberg | Farbenspiel    | 2013 |

### U
| Titel                              | Autoren                                            | Album                          | Jahr |
| ---------------------------------- | -------------------------------------------------- | ------------------------------ | ---- |
| Und ich vermiss dich auch          | Jean Frankfurter, Tobias Reitz                     | So nah wie du                  | 2007 |
| Und morgen früh küss ich dich wach | Jean Frankfurter, Irma Holder                      | Von hier bis unendlich         | 2006 |
| Und wenn’s so wär                  | Jean Frankfurter, Tobias Reitz                     | Die Hölle morgen früh (Single) | 2012 |
| Unser Tag                          | Christopher Applegate, Peter Plate, Ulf Leo Sommer | Farbenspiel                    | 2013 |

### V
| Titel                                           | Autoren | Album                                     | Jahr |
| ----------------------------------------------- | --- | ----------------------------------------- | ---- |
| Vamos a marte (feat. Luis Fonsi)                | Juan Carlos Arauzo, José Cano Carrilero, Chris Cronauer, Daniel Cronauer, Helene Fischer, Luis Fonsi, Robin Haefs, Eduardo Ruiz, Konstantin Scherer, Vincent Stein, Nico Wellenbrink, Matthias Zürkler | Rausch                                    | 2021 |
| Vergeben, vergessen und wieder vertrau’n        | Kristina Bach, Jean Frankfurter | Zaubermond                                | 2008 |
| Verlieb’ dich nie nach Mitternacht              | Andreas Bärtels, Jean Frankfurter | Best of Helene Fischer                    | 2010 |
| Vielleicht bin ich viel stärker als du denkst   | Jean Frankfurter, Tobias Reitz | Für einen Tag                             | 2011 |
| Villa in der Schlossallee                       | Kristina Bach, Jean Frankfurter | Für einen Tag                             | 2011 |
| Viva la vida                                    | Sera Finale, Mihael Hercog, Saša Lendero, Oliver Lukas, Silverjam | Helene Fischer                            | 2017 |
| Volle Kraft voraus                              | Helene Fischer, Farsad Zoroofchi, Malte Kuhn, Benjamin Asare, Robin Haefs | Rausch                                    | 2021 |
| Von hier bis unendlich / From Here Till Forever | Kristina Bach, Jean Frankfurter | Von hier bis unendlich / The English Ones | 2006 |
| Von Null auf Sehnsucht                          | Jean Frankfurter, Tobias Reitz | Best of Helene Fischer                    | 2010 |

### W
| Titel                                                          | Autoren | Album                      | Jahr      |
| -------------------------------------------------------------- | --- | -------------------------- | --------- |
| Wann wachen wir auf                                            | Helene Fischer, Rebecca Claire Hill, Jacob Oliver Manson, Bryn Christopher, Fabian Römer, Körner, Axel Bosse                   | Rausch                     | 2021      |
| Wär’ heut’ mein letzter Tag (Peter Kraus feat. Helene Fischer) | Jean Frankfurter, Tobias Reitz                                                                                                 | Für einen Tag Zeitensprung | 2011 2014 |
| Wake Me Up                                                     | Mary Applegate, Jean Frankfurter, Irma Holder                                                                                  | The English Ones           | 2010      |
| Weil der Wunsch es wert ist                                    | Julia Michaels, Christopher Noodt, Benjamin Rice                                                                               | Wish (O.S.T.)              | 2023      |
| Weil Liebe nie zerbricht                                       | Sera Finale, Robin Grubert, Jennie Lena, Jonas Myrin, Justin Stanley, Ali Zuckowski                                            | Helene Fischer             | 2017      |
| Wenn alles durch dreht                                         | Dietmar Oliver Pollmann, Kristian Martin Sandberg, Hanno Lohse                                                                 | Rausch                     | 2021      |
| Wenn Du lachst                                                 | David Gold, Tobias Reitz, Simon Triebel, Ali Zuckowski                                                                         | Helene Fischer             | 2017      |
| Wer will denn schon vernünftig sein                            | Jean Frankfurter, Tobias Reitz                                                                                                 | Zaubermond                 | 2008      |
| Willkommen in meinen Träumen                                   | Jean Frankfurter, Irma Holder                                                                                                  | Zaubermond                 | 2008      |
| Wir brechen das Schweigen                                      | Ferras Alqaisi, Steve Dresser, Sarah Hudson, Johan Wetterberg, Alexs White                                                     | Helene Fischer             | 2017      |
| Wir zwei                                                       | Ralf Rudnik | Helene Fischer             | 2017      |
| Wir werden Eins                                                | Lukas Loules, Katerina Loules, Tolga Saya Yildirim, Alexander Pavelich, Martin Sjølie, James Abrahart, Joakim Harestad Haukaas | Rausch                     | 2021      |
| Wo das Leben tanzt                                             | Kristina Bach, Jean Frankfurter                                                                                                | So nah wie du              | 2007      |
| Wolkenträumer                                                  | Andreas Bärtels, Jean Frankfurter                                                                                              | So wie ich bin             | 2009      |
| Wunden                                                         | Helene Fischer, Vincent Stein, Konstantin Scherer, Robin Haefs, Chris Cronauer, Matthias Zürkler, Daniel Cronauer              | Rausch                     | 2021      |
| Wunder dich nicht                                              | Jean Frankfurter, Tobias Reitz                                                                                                 | Farbenspiel                | 2013      |

### Z
| Titel                         | Autoren | Album                             | Jahr |
| ----------------------------- | --- | --------------------------------- | ---- |
| Zaubermond                    | Kristina Bach, Jean Frankfurter                                                                                   | Zaubermond                        | 2008 |
| Zeit                          | Helene Fischer, Matthias Zürkler, Chris Cronauer, Daniel Cronauer, Vincent Stein, Konstantin Scherer, Robin Haefs | Rausch                            | 2021 |
| Zirkustraum (mit den Höhnern) | Jan-Peter Fröhlich, Henning Krautmacher, Jimmy McCarthy, Hannes Schöner, Peter Werner-Jates                       | Für einen Tag (Super Fan Edition) | 2011 |
| Zuhaus                        | Helene Fischer, Patrick Pyke Salmy, Ricardo Muñoz, Fabian Römer, Robin Haefs                                      | Rausch                            | 2021 |
| Zwischen Himmel und Erde      | Kristina Bach, Jean Frankfurter                                                                                   | So nah wie du                     | 2007 |

## Coverversionen

### A
| Titel                                                               | Autoren                                          | Album                                                         | Jahr |
| ------------------------------------------------------------------- | ------------------------------------------------ | ------------------------------------------------------------- | ---- |
| Adeste fideles                                                      | Trad.                                            | Weihnachten                                                   | 2015 |
| Ain’t No Mountain High Enough (Michael Bolton feat. Helene Fischer) | Nickolas Ashford, Valerie Simpson                | Ain’t No Mountain High Enough – A Tribute to Hitsville U.S.A. | 2014 |
| All by Myself (live)                                                | Eric Carmen                                      | Best of Helene Fischer live – So wie ich bin                  | 2010 |
| Alle Jahre wieder                                                   | Wilhelm Hey, Friedrich Silcher                   | Weihnachten                                                   | 2015 |
| Alle meine Entchen                                                  | Trad.                                            | Die schönsten Kinderlieder                                    | 2024 |
| Aramsamsam                                                          | Trad.                                            | Die schönsten Kinderlieder                                    | 2024 |
| Auf der Mauer, auf der Lauer                                        | Trad.                                            | Die schönsten Kinderlieder                                    | 2024 |
| Ave Maria (heut sind so viele ganz allein)                          | Franz Schubert, Helene Fischer, Jean Frankfurter | Von hier bis unendlich (Weihnachts Special Edition)           | 2006 |

### B
| Titel                    | Autoren                    | Album                       | Jahr |
| ------------------------ | -------------------------- | --------------------------- | ---- |
| Backe, backe Kuchen      | Trad.                      | Die schönsten Kinderlieder  | 2024 |
| Big Spender (live)       | Cy Coleman, Dorothy Fields | Für einen Tag (Fan Edition) | 2011 |
| Born to Hand Jive (live) | Warren Casey, Jim Jacobs   | Für einen Tag – Live 2012   | 2012 |
| Bruder Jakob             | Trad.                      | Die schönsten Kinderlieder  | 2024 |

### D
| Titel                                        | Autoren                                                  | Album                                        | Jahr |
| -------------------------------------------- | -------------------------------------------------------- | -------------------------------------------- | ---- |
| Das ist gerade, das ist schief               | Trad.                                                    | Die schönsten Kinderlieder                   | 2024 |
| Das Lied über mich                           | Volker Rosin                                             | Die schönsten Kinderlieder                   | 2024 |
| Dein Blick                                   | Cary Barlowe, Henrik Böhl, Hillary Lindsey, Fabian Römer | Helene Fischer                               | 2017 |
| Dein ist mein ganzes Herz (live) (mit Adoro) | Heinz Rudolf Kunze, Heiner Lürig                         | Für einen Tag (Super Fan Edition)            | 2011 |
| Der ewige Kreis (live)                       | Elton John, Frank Lenart, Tim Rice                       | Best of Helene Fischer live – So wie ich bin | 2010 |
| Der Kuckuck und der Esel                     | Trad.                                                    | Die schönsten Kinderlieder                   | 2024 |
| Die Biene Maja                               | Florian Cusano, Karel Svoboda                            | Best of Helene Fischer (Tchibo-Edition)      | 2013 |
| Die Räder vom Bus                            | Trad.                                                    | Die schönsten Kinderlieder                   | 2024 |
| Die Rose (live)                              | Amanda McBroom                                           | iTunes – Live aus München                    | 2009 |
| Die Schöne und das Biest (live)              | Howard Ashman, Alan Menken, Tim Rice, Linda Woolverton   | Für einen Tag – Live 2012                    | 2012 |
| Driving Home for Christmas                   | Chris Rea                                                | Weihnachten                                  | 2015 |
| Dyki Tantsi (live)                           | Oleksandr Ksenofontov, Ruslana                           | Best of Helene Fischer live – So wie ich bin | 2010 |

### E
| Titel                        | Autoren                                   | Album                                        | Jahr |
| ---------------------------- | ----------------------------------------- | -------------------------------------------- | ---- |
| Earth Song (live)            | Michael Jackson                           | Best of Helene Fischer live – So wie ich bin | 2010 |
| Er lebt in dir (live)        | Elton John, Tim Rice                      | Best of Helene Fischer live – So wie ich bin | 2010 |
| Es ist ein Ros entsprungen   | Trad.                                     | Weihnachten                                  | 2015 |
| Es tanzt ein Bi-Ba-Butzemann | Trad.                                     | Die schönsten Kinderlieder                   | 2024 |
| Euphoria (live)              | Peter Boström, Thomas G:son, SeventyEight | Für einen Tag – Live 2012                    | 2012 |

### F
| Titel                        | Autoren        | Album                      | Jahr |
| ---------------------------- | -------------- | -------------------------- | ---- |
| Farbenspiel des Winds (live) | Alan Menken    | Für einen Tag – Live 2012  | 2012 |
| Feliz Navidad                | José Feliciano | Weihnachten                | 2015 |
| Fröhliche Weihnacht überall  | Trad.          | Weihnachten                | 2015 |
| Fünf kleine Fische           | Trad.          | Die schönsten Kinderlieder | 2024 |

### G
| Titel                   | Autoren                  | Album                     | Jahr |
| ----------------------- | ------------------------ | ------------------------- | ---- |
| GoldenEye (live)        | Bono, The Edge           | Für einen Tag – Live 2012 | 2012 |
| Greased Lighnin’ (live) | Warren Casey, Jim Jacobs | Für einen Tag – Live 2012 | 2012 |

### H
| Titel                                                                        | Autoren                     | Album                                        | Jahr |
| ---------------------------------------------------------------------------- | --------------------------- | -------------------------------------------- | ---- |
| Hallelujah (live)                                                            | Leonard Cohen               | Für einen Tag – Live 2012                    | 2012 |
| Hallo, Hallo, schön, dass du da bist                                         | Trad.                       | Die schönsten Kinderlieder                   | 2024 |
| Hände waschen                                                                | Trad.                       | Die schönsten Kinderlieder                   | 2024 |
| Häschen in der Grube                                                         | Trad.                       | Die schönsten Kinderlieder                   | 2024 |
| Have Yourself a Merry Little Christmas (Michael Bolton feat. Helene Fischer) | Ralph Blane, Hugh Martin    | Home for Christmas                           | 2010 |
| Heal the World (live)                                                        | Michael Jackson             | Best of Helene Fischer live – So wie ich bin | 2010 |
| Heilige Nacht                                                                | Trad.                       | Weihnachten                                  | 2015 |
| Hoppe, hoppe Reiter                                                          | Trad.                       | Die schönsten Kinderlieder                   | 2024 |
| How Am I Supposed to Live Without You (Michael Bolton feat. Helene Fischer)  | Michael Bolotin, Doug James | Duette                                       | 2011 |

### I
| Titel                                                 | Autoren                           | Album                                    | Jahr |
| ----------------------------------------------------- | --------------------------------- | ---------------------------------------- | ---- |
| I’ll Be Home for Christmas                            | Buck Ram, Walter Kent, Kim Gannon | Weihnachten                              | 2015 |
| I Will Always Love You (live)                         | Dolly Parton                      | Für einen Tag – Live 2012                | 2012 |
| Ich bin bereit                                        | Lin-Manuel Miranda                | Moana Original Motion Picture Soundtrack | 2016 |
| Ich wollte nie erwachsen sein (Nessaja’s Lied) (live) | Peter Maffay, Rolf Zuckowski      | Für einen Tag (Super Fan Edition)        | 2011 |
| In der Weihnachtsbäckerei                             | Rolf Zuckowski                    | Weihnachten                              | 2015 |
| Ihr Kinderlein, kommet                                | Trad.                             | Weihnachten                              | 2015 |

### J
| Titel        | Autoren       | Album       | Jahr |
| ------------ | ------------- | ----------- | ---- |
| Jingle Bells | Irving Berlin | Weihnachten | 2015 |

### K
| Titel                               | Autoren              | Album                                        | Jahr |
| ----------------------------------- | -------------------- | -------------------------------------------- | ---- |
| Kalinka (live)                      | Ivan Larionov        | Best of Helene Fischer live – So wie ich bin | 2010 |
| Kann es wirklich Liebe sein? (live) | Elton John, Tim Rice | Best of Helene Fischer live – So wie ich bin | 2010 |
| Korobuschka (live)                  | Nikolay Nekrasov     | Best of Helene Fischer live – So wie ich bin | 2010 |

### L
| Titel                    | Autoren                                       | Album                      | Jahr |
| ------------------------ | --------------------------------------------- | -------------------------- | ---- |
| Last Christmas           | George Michael                                | Weihnachten                | 2015 |
| La-Le-Lu                 | Heino Gaze                                    | Die schönsten Kinderlieder | 2024 |
| Let It Snow              | Sammy Cahn, Jule Styne                        | Weihnachten                | 2015 |
| Little Drummer Boy       | Harry Simeone, Henry Onorati, Katherine Davis | Weihnachten                | 2015 |
| Leise rieselt der Schnee | Eduard Ebel                                   | Weihnachten                | 2015 |

### M
| Titel                                                       | Autoren                      | Album                               | Jahr |
| ----------------------------------------------------------- | ---------------------------- | ----------------------------------- | ---- |
| Make You Feel My Love (Michael Bolton feat. Helene Fischer) | Bob Dylan                    | Für einen Tag                       | 2011 |
| Meine Hände sind verschwunden                               | Trad.                        | Die schönsten Kinderlieder          | 2024 |
| Meine Oma fährt im Hühnerstall Motorrad                     | Trad.                        | Die schönsten Kinderlieder          | 2024 |
| Meine Welt                                                  | Jean Frankfurter             | Zaubermond                          | 2008 |
| Memory (live)                                               | Andrew Lloyd Webber          | Für einen Tag (Fan Edition)         | 2011 |
| Maria durch ein Dornwald ging                               | Trad.                        | Weihnachten                         | 2015 |
| Merci, Chérie                                               | Thomas Hörbiger, Udo Jürgens | Mitten im Leben – Das Tribute Album | 2014 |
| My Heart Will Go On (live)                                  | James Horner, Will Jennings  | Zaubermond (live)                   | 2009 |

### N
| Titel                     | Autoren                                             | Album                                               | Jahr |
| ------------------------- | --------------------------------------------------- | --------------------------------------------------- | ---- |
| Nur wer noch träumen kann | Jean Frankfurter, Marc Hiller, Ludwig van Beethoven | Von hier bis unendlich (Weihnachts Special Edition) | 2006 |

### O
| Titel          | Autoren                                    | Album       | Jahr |
| -------------- | ------------------------------------------ | ----------- | ---- |
| O du fröhliche | Johannes Daniel Falk, Heinrich Holzschuher | Weihnachten | 2015 |
| O Tannenbaum   | Trad.                                      | Weihnachten | 2015 |

### P
| Titel                   | Autoren                                                      | Album                       | Jahr |
| ----------------------- | ------------------------------------------------------------ | --------------------------- | ---- |
| Phantom der Oper (live) | Andrew Lloyd Webber, Richard Stilgoe                         | Zaubermond (live)           | 2009 |
| Pokerface (live)        | Lady Gaga, RedOne                                            | Für einen Tag (Fan Edition) | 2011 |
| Power of Love (live)    | Mary Applegate, Gunther Mende, Candy de Rouge, Jennifer Rush | Mut zum Gefühl (live)       | 2008 |

### R
| Titel                              | Autoren                                                                               | Album                              | Jahr |
| ---------------------------------- | ------------------------------------------------------------------------------------- | ---------------------------------- | ---- |
| Regenbogenfarben (mit Kerstin Ott) | Berislaw Audenaerd, Kraans de Lutin, Steven Fritsch, Kerstin Ott, Jan Niklas Simonsen | Mut zur Katastrophe (Gold Edition) | 2018 |
| Rudolph, the Red-Nosed Reindeer    | John D. Marks                                                                         | Weihnachten                        | 2015 |

### S
| Titel                                              | Autoren                         | Album                                   | Jahr |
| -------------------------------------------------- | ------------------------------- | --------------------------------------- | ---- |
| Send in the Clowns (live)                          | Stephen Sondheim                | Für einen Tag (Fan Edition)             | 2011 |
| Santa Claus Is Coming to Town                      | Haven Gillespie, J. Fred Coots  | Weihnachten                             | 2015 |
| Silent Night (Michael Bolton feat. Helene Fischer) | Franz Xaver Gruber, Joseph Mohr | Home for Christmas                      | 2010 |
| So ein schöner Tag (Fliegerlied)                   | Andreas Donauer                 | Die schönsten Kinderlieder              | 2024 |
| So wie du warst (Unplugged)                        | Der Graf, Henning Verlage       | MTV Unplugged: Unter Dampf – Ohne Strom | 2015 |
| Stille Nacht                                       | Trad.                           | Weihnachten                             | 2015 |
| Stups, der kleine Osterhase                        | Rolf Zuckowski                  | —                                       | 2025 |
| Süßer die Glocken nie klingen                      | Trad.                           | Weihnachten                             | 2015 |

### T
| Titel                      | Autoren                    | Album                                        | Jahr |
| -------------------------- | -------------------------- | -------------------------------------------- | ---- |
| The Christmas Song         | Robert Wells, Melvin Tormé | Weihnachten                                  | 2015 |
| Time Warp (live)           | Richard O’Brien            | Für einen Tag (Super Fan Edition)            | 2011 |
| Tochter Zion               | Trad.                      | Weihnachten                                  | 2015 |
| Tschu Tschu wa             | Trad.                      | Die schönsten Kinderlieder                   | 2024 |
| Ty leti, moja dusha (live) |                            | Best of Helene Fischer live – So wie ich bin | 2010 |

### U
| Titel                                   | Autoren                        | Album                                        | Jahr |
| --------------------------------------- | ------------------------------ | -------------------------------------------- | ---- |
| Über sieben Brücken mußt du gehn (live) | Helmut Richter, Ulrich Swillms | Best of Helene Fischer live – So wie ich bin | 2010 |

### V
| Titel                                              | Autoren                                                                   | Album       | Jahr |
| -------------------------------------------------- | ------------------------------------------------------------------------- | ----------- | ---- |
| Vivo per lei (Michael Bolton feat. Helene Fischer) | Gatto Panceri, Valerio Zelli                                              | Duette      | 2011 |
| Volle Kraft voraus                                 | Benjamin Asare, Helene Fischer, Robin Haefs, Malte Kuhn, Farsad Zoroofchi |             | 2021 |
| Vom Himmel hoch, da komm ich her                   | Martin Luther                                                             | Weihnachten | 2015 |

### W
| Titel                                                     | Autoren                              | Album                              | Jahr |
| --------------------------------------------------------- | ------------------------------------ | ---------------------------------- | ---- |
| Was müssen das für Bäume sein?                            | Trad.                                | Die schönsten Kinderlieder         | 2024 |
| We Go Together (live)                                     | Warren Casey, Jim Jacobs             | Für einen Tag – Live 2012          | 2012 |
| We Will Rock You (live)                                   | Brian May                            | Mut zum Gefühl (live)              | 2008 |
| We Wish You a Merry Christmas                             | Hugh Martin, Ralph Blane             | Weihnachten                        | 2015 |
| Wein nicht um mich Argentinien (live)                     | Andrew Lloyd Webber, Tim Rice        | Mut zum Gefühl (live)              | 2008 |
| Weißt du, wieviel Sternlein stehen                        | Trad.                                | Die schönsten Kinderlieder         | 2024 |
| Weit übers Meer (David’s Song)                            | Vladimir Cosma                       | Mit den Gezeiten (Special Edition) | 2014 |
| Wenn du fröhlich bist                                     | Trad.                                | Die schönsten Kinderlieder         | 2024 |
| What Child Is This                                        | Trad., William Chatterton Dix        | Weihnachten                        | 2015 |
| White Christmas                                           | Irving Berlin                        | Weihnachten                        | 2015 |
| What a Wonderful World (live)                             | Bob Thiele, George David Weiss       | Für einen Tag (Fan Edition)        | 2011 |
| When I Fall in Love (Andrea Bocelli feat. Helene Fischer) | Edward Heyman, Victor Young          | Passione                           | 2013 |
| Who Wants to Live Forever (live)                          | Brian May                            | Für einen Tag (Fan Edition)        | 2011 |
| Wie schön, dass du geboren bist                           | Rolf Zuckowski                       | Die schönsten Kinderlieder         | 2024 |
| Winter Wonderland                                         | Felix Bernard, Richard B. Dick Smith | Weihnachten                        | 2015 |

### Y
| Titel                                                            | Autoren                      | Album                                                                          | Jahr      |
| ---------------------------------------------------------------- | ---------------------------- | ------------------------------------------------------------------------------ | --------- |
| You Raise Me Up (live) You Raise Me Up (live) (mit Semino Rossi) | Brendan Graham, Rolf Løvland | Best of Helene Fischer live – So wie ich bin Für einen Tag (Super Fan Edition) | 2010 2011 |
| You’re the One That I Want (live)                                | John Farrar                  | Für einen Tag – Live 2012                                                      | 2012      |

### Z
| Titel                                                 | Autoren  | Album                                   | Jahr |
| ----------------------------------------------------- | -------- | --------------------------------------- | ---- |
| Zeitreise (Unplugged) (Unheilig feat. Helene Fischer) | Der Graf | MTV Unplugged: Unter Dampf – Ohne Strom | 2015 |